# Larissa Costa
Larissa Costa Silva de Oliveira (Natal, 9 de março de 1984) é a Miss Brasil 2009. É formada em pedagogia e representou o estado do Rio Grande do Norte, vencendo outras 26 candidatas numa cerimônia que se realizou na cidade de São Paulo em 9 de maio de 2009 no Memorial da América Latina. Representou o Brasil no Miss Universo 2009 que foi realizado no dia 23 de agosto, nas Bahamas, onde não obteve classificação.
Larissa Costa quebrou um jejum de vinte anos da Região Nordeste na disputa (a última representante da região a ser eleita a mulher mais bonita do país foi Flávia Cavalcante, representante do Ceará, em 1989). Também quebrou um jejum de trinta anos do Rio Grande do Norte no concurso. Até então a única representante do estado a vencer o Miss Brasil foi Marta Jussara da Costa em 1979. 
Apesar de ter nascido na capital do estado, Larissa representou a cidade de São Gonçalo do Amarante, que faz parte da região metropolitana de Natal.
O cetro de Miss Brasil lhe trouxe vários convites, inclusive o de fazer algumas participações na TV em 2009, como no programa humorístico A Turma do Didi, da Rede Globo.
Ela tem 1,75 m de altura, 90 cm de busto, 63 cm de cintura e 93 cm de quadril.
Apesar de ter sido votada no site do Miss Universo como favorita nas bolsas de aposta nas Bahamas, Larissa não ficou entre as 15 semifinalistas.